# こあくまメレンゲ
『こあくまメレンゲ』は、あっとによる日本の漫画作品。メディアファクトリー発行の『月刊コミックアライブ』にて連載された。単行本は全1巻。

## 概要
作者の読み切り作品。のんびりとした雰囲気が特徴の学園ギャグ漫画。第1話から第4話までは4コマ漫画形式、第5話以降はコミック形式で描かれている。
2014年に作者あとがきを追加した「新装版」が出版された。

## あらすじ
いたって普通の高校生である久遠春風がいつも通り友人の宮内ひかげと学校へ向かうと、学校の上に魔王城が浮遊していた。突如地上に姿を現した悪魔ルーチェは自身を魔王の娘と名乗り、世界征服を成し遂げ世界を恐怖に満たすと宣言した。しかし世界征服は一向に進まず、ルーチェは次第に春風やひかげと仲良くなり、人間に対する理解を深めていく。

## 登場人物
ルーチェ
魔王の娘で悪魔。髪型はツインテールにしていることが多い。魔王の娘であることに誇りを持ち周囲の人間を怖がらせようとするが、思いつく方法が「他人の家に落書きをする」などどれも幼稚なため上手くいかない。やることなすことが裏目に出る才能の持ち主。ちょっとしたことでよく泣いたり、ままごとが好きだったりと子供っぽい面が多い。人間界のことをほとんど知らず、傘やTVの存在を知り大変に驚くほど。狡猾な妹に対して頭が上がらず、よくいじめられている。
作者の別作品『のんのんびより』2巻収録の本作番外編では前触れもなく天使になって登場（パラレル設定と解説されている）。性格は天使らしく素直で一見善良になっているが上記の裏目の才能ゆえか善事を成そうとして結果的に（悪意なく）悪事に手を出している。
久遠春風（くどう はるか）
ルーチェの同級生。髪型はロングヘアで、大きな2つのアホ毛が特徴。温和で女の子らしい性格。ヘアピンやヘアバンドを沢山持っている。ひかげとルームシェアしており、家事や買い物を担当している。ルーチェに対し小さな子供をあやすように接することが多い。持っている人形に名前と事細かな設定をつけており、人形遊びに対して真剣である。
『のんのんびより』アニメ版第1期第9話と第3期第12話にて、春風らしき人物がひかげと一緒にいる事が確認出来る。またアニメ版第2期第7話では東京タワーでひかげの撮った写真に一緒に写っている。
宮内ひかげ（みやうち ひかげ）
ルーチェの同級生。基本的にジト目。物事を冷静に判断する性格で、ツッコミ役。ガールズトークなど女の子らしいことが苦手。春風とルームシェアしているものの家事はせず、漫画を読んだりTVゲームをしていることが多い。ルーチェをいじめて楽しむことが多く、そのためかピコとは気が合う。恥ずかしい台詞が苦手で、誰かが恥ずかしい台詞を言うとカバンや本で顔を隠す。
本作では苗字は設定されておらず、『のんのんびより』にて主要キャラとして登場するにあたって設定された。宮内一穂・宮内れんげとは姉妹であり、ひかげは次女となる。
ピコ
ルーチェの妹。姉のことを「おねえしゃま」と呼ぶなど、さ行が上手く発音できない。幼い見た目に反してかなり嗜虐的な性格で、姉のルーチェとは正反対に悪魔らしい悪魔。人間界に来た当初はルーチェと共に世界征服を行うつもりでいたが、悪魔としての才能のない姉を見限り、以後自身と側近のみで世界征服を遂行する。
悪魔爺や
ピコに仕える執事。長年ピコに仕えてきたものの、頻繁に無茶な要求をするピコに慣れることが出来ない。ピコの嗜虐性の犠牲者になることが多く、ピコに対する不満も多い様子。悪魔メイドに勢いよく投げられることで音速を超えることが出来る。趣味は盆栽。
悪魔メイド
ピコに仕えるメイド。褐色の肌で銀髪。髪はショートカット。悪魔爺やと同様にピコを恐れているものの、主に悪魔爺やが犠牲となるため実際にピコから被害を受けることはあまりない。ポーカーフェイス。趣味はひとりジャンケン。

## 用語解説
魔界
魔王が統べ、悪魔が暮らす世界。雨が全く降らない。ドラゴンや双頭の犬が生息している。
悪魔
かつて地上で暮らしていたが、人間の兵器により住む場所を奪われ、現在は魔界で暮らしている種族。尖った耳と脱着可能な蝙蝠のような羽を持つ。
ドラゴン
魔界に生息する生物。頭をなでると火を吹くので、魔界では火を点けるのに利用されている。

## 単行本
- 全1巻 2009年4月23日発売 ISBN 978-4-8401-2549-9
  - 新装版 全1巻 2014年1月23日発売 ISBN 978-4-04-066251-0
    - 「こあくまメレンゲ」（第1話から第10話及び最終話）、読切「とことこ」収録